# نوریتاکی تاکاهارا
نوریتاکی تاکاهارا (ژاپنی: 高原 敬武، انگلیسی: Noritake Takahara؛ زادهٔ ۶ ژوئن ۱۹۵۱ در توکیو) رانندهٔ سابق مسابقات اتومبیل‌رانی فرمول یک اهل ژاپن است که از فصل ۱۹۷۶ تا ۱۹۷۷ در مجموع در دو گراند پری شرکت کرد، اما موفق به کسب هیچ امتیازی نشد.